# التجنيد الإلزامي في روسيا
التجنيد الإلزامي في روسيا (بالروسية: всеобщая воинская обязанность) (يُترجم إلى «التزام عسكري عام» أو «مسؤولية الخدمة العسكرية») هو تطويع الجنود لمدة 12 شهرًا، وهو إلزامي لجميع المواطنين الذكور الذين تتراوح أعمارهم بين 18 و 30 عامًا، مع عدد من الاستثناءات. يعتبر تجنب التجنيد جناية بموجب القانون الجنائي الروسي ويعاقب عليها بالسجن لمدة تصل إلى 26 شهرًا.

## الخلفية

### الإمبراطورية الروسية
قبل عهد بطرس الأكبر، شكلت روسيا الجزء الأكبر من الجيش من طبقة النبلاء وملاكي الأراضي من خلال شرط الخدمة العسكرية. في أثناء الحروب، انتشرت عمليات التجنيد الإضافي للمتطوعين والمواطنين العاديين. أسس بطرس الأكبر جيشًا نظاميًا يتكون من طبقة النبلاء والمجندين المتطوعين، بما في ذلك الإلزاميين منهم. أطلق على هؤلاء في الجيش الإمبراطوري الروسي لقب «المجندين» في روسيا (لا ينبغي الخلط بينهم وبين التجنيد الطوعي، الذي لم يظهر حتى أوائل القرن العشرين). كان يسمى النظام «التجنيد الإلزامي».
حافظ التسار الرُّوس قبل عهد بطرس الأكبر على فيلق الفرسان المسكيتي المحترف (باللغة الروسية: الستريليتسي) الذي كان غير موثوق وغير منضبط. في أوقات الحرب، عززت روسيا القوات المسلحة من خلال استقطاب جيش سلاح الفرسان الإقطاعي والفلاحين. أسس بطرس الأكبر الجيش الإمبراطوري الروسي المبني على النموذج البروسي، مع إضافة جانب جديد: إذ لم يستقطب الجيش بالضرورة ضباطًا من طبقة النبلاء فقط، ما أعطى عامة الناس المحترفين ترقيات تضمنت في النهاية حصولهم على لقب نبيل عند ترقيتهم إلى رتبة ضابط. نظمت روسيا عمليات تجنيد الفلاحين وسكان البلدات على نظام الحصص في كل مستوطنة. في البداية، استند التجنيد إلى عدد الأسر المعيشية في منطقة معينة. في وقت لاحق تم حسابه بالنسبة لعدد السكان. زاد الأقنان المجندون بشكل كبير من حجم الجيش الروسي خلال الحروب النابليونية.
تم تفعيل مدة الخدمة في القرن الثامن عشر مدى الحياة، طالما ظل الفرد قادرًا جسديًا على أداء الخدمة. في عام 1736، تم تخفيض المدة إلى 25 عامًا، مع استبعاد فرد واحد من كل أسرة من الالتزام بالخدمة من أجل إدارة الممتلكات المشتركة. في عام 1834، تم تخفيض المدة أيضًا إلى 20 عامًا بالإضافة إلى خمس سنوات في الاحتياطي، ثم في عام 1855 إلى 12 عامًا بالإضافة إلى ثلاث سنوات من المسؤولية الاحتياطية.
بعد هزيمة روسيا في حرب القرم في عهد الإسكندر الثاني، وضع وزير الحرب دميتري ميليوتين إصلاحات عسكرية، مع شرط الخدمة الأولية الذي قدم في عام 1862. في 1 يناير من عام 1874، أقر القيصر قانونًا يتعلق بالتجنيد، وأصبحت بموجبه الخدمة العسكرية إلزامية للذكور في سن 21 عامَا. تم تخفيض مدة الخدمة الفعلية لجيش البر إلى 6 سنوات، تليها تسع سنوات مع الجيش الاحتياطي. أدى هذا التدبير إلى إنشاء مجموعة كبيرة من جنود الاحتياط العسكريين الجاهزين للتعبئة في حالة نشوب حرب، مع السماح في الوقت نفسه بالإبقاء على جيش نشط أصغر حجمًا في وقت السلم. توجب على معظم المجندين في القوات البحرية الالتزام لمدة سبع سنوات في الخدمة، ما يعكس الفترة الممتدة المطلوبة للتدريب التقني.
مباشرةً قبل اندلاع الحرب العالمية الأولى، فرضت الحكومة الإمبراطورية خدمةً إلزامية لمدة ثلاث سنوات للوافدين إلى أفواج المشاة والمدفعية، وأربع سنوات لسلاح الفرسان والمهندسين. بعد الانتهاء من هذه الفترة الأولية من الخدمة بدوام كامل، انتقل المجندون إلى احتياطي الدرجة الأولى لمدة سبع سنوات. انتهى الالتزام النهائي بالخدمة الإلزامية في سن 43، أي بعد ثماني سنوات في الجيش الاحتياطي الثاني.
سًمح لعدد كبير من سكان روسيا بإعفاءات من الخدمة العسكرية على نطاق أوسع من الجيوش الأوروبية الأخرى في تلك الفترة. أُعفي المسلمون وأفراد بعض الأقليات العرقية أو الدينية الأخرى عمومًا من التجنيد الإلزامي، وكذلك حوالي نصف السكان الأرثوذكس الروس. لم تجر العادة لطلب الأبناء لتأدية الخدمة العسكرية. حتى عام 1903، تم تنظيم جيش دوقية فنلندا الكبرى ككيان منفصل.